# Zuzana Drhová
Zuzana Drhová  je česká sociální ekoložka a bývalá pražská komunální politička za Stranu zelených.
Zuzana Drhová vystudovala Vysokou školu zemědělskou a absolvovala doktorandské studium na Fakultě sociálních věd Univerzity Karlovy. Od roku 1997 do roku 2004 byla ředitelkou asociace ekologických organizací Zelený kruh, kde se specializovala na zapojování veřejnosti do rozhodování o životním prostředí. Zabývala se také aplikací Aarhuské úmluvy v praxi. Poté působila v Centru pro sociální a ekonomické strategie Fakulty sociálních věd Univerzity Karlovy, kde se zaměřovala na politiku životního prostředí a udržitelný rozvoj. V  letech 2010 - 2019 působila na Úřadu vlády v odboru pro sociální začleňování (Agentura), kde se zaměřovala na sociální aspekty regionální politiky. Následně působila jako metodička Smart Cities na MMR  a od roku 2021 je zástupkyní ředitele na  Pražském inovačním institutu, z.ú. a zaměřuje se na městské inovace a cirkulární ekonomiku. 
Od roku 2010 - 2022 byla členkou Zastupitelstva městské části Praha 13 a předsedkyní klubu Zelení a Piráti pro 13. V letech 2006–2010 byla členkou Zastupitelstva hl. m. Prahy. 